# Блажієво
Блажієво (болг. Блажиево) — село в Кюстендильській області Болгарії. Входить до складу общини Бобошево.

## Населення
За даними перепису населення 2011 року у селі проживали 444 особи, з них 443 особи (99,8%) — болгари.
Розподіл населення за віком у 2011 році:
Динаміка населення: